# Heiltz-l'Évêque
Heiltz-l'Évêque es una comuna francesa situada en el departamento de Marne, en la región de Gran Este.

## Demografía
| 388 | 477 | 506 | 369 | 301 | 285 | 288 |
| Para los censos de 1962 a 1999 la población legal corresponde a la población sin duplicidades (Fuente: INSEE [Consultar]) |     |     |     |     |     |     |